# Louis de Jonghe d'Ardoye
Louis Joseph Ghislain de Jonghe d'Ardoye (Brussel, 17 maart 1820 - aldaar, 4 december 1893) was een Belgisch diplomaat en minister van Staat.

## Biografie

### Familie
Burggraaf Louis de Jonghe d'Ardoye was een telg uit de familie de Jonghe d'Ardoye. Hij was het vierde kind van burggraaf Auguste de Jonghe d'Ardoye (1783-1868), lid van de Provinciale Staten van Oost-Vlaanderen, lid van het Nationaal Congres en senator, en Lucie Charliers de Buisseret (1791-1875). Hij was een oom van burggraaf Fernand de Jonghe d'Ardoye, volksvertegenwoordiger en senator.
Hij trouwde in 1860 in Brussel met barones Valentine Goethals (1841-1917), dochter van Auguste Goethals, luitenant-generaal en minister van Oorlog. Ze kregen een zoon en een dochter.
- André de Jonghe d'Ardoye (1861-1936), luitenant-generaal, trouwde in 1894 in Brussel met Geneviève de Wykerslooth de Rooyesteyn (1871-1959), dochter van baron Émile de Wykerslooth de Rooyesteyn (1837-1909), luitenant-generaal in de cavalerie en vleugeladjudant van koning Leopold II. Ze kregen een zoon en vier dochters, met afstammelingen tot heden.
- Lucie de Jonghe d'Ardoye (1863-1950), trouwde in 1888 in Brussel met graaf Stanislas de Robiano (1853-1909), burgemeester van Kasteelbrakel, zoon van graaf Léon de Robiano, burgemeester van Kasteelbrakel en senator. Ze kregen drie dochters, met afstammelingen tot heden.

In 1875 werd hij vereerd met de titel van graaf, voor hem en al zijn nakomelingen.

### Loopbaan
De Jonghe d'Ardoye doorliep een carrière als diplomaat, die hij afsloot met de titel van buitengewoon gezant en gevolmachtigd minister. Vanaf 1859 was hij in contact met prins Leopold, vanaf 1865 koning Leopold II, betreffende de mogelijkheden om voor België kolonies te verwerven. In 1873 werd hij gevolmachtigd minister in Wenen en zat er de commissie voor die de Belgische deelname aan een Wereldtentoonstelling van 1873 in Wenen moest voorbereiden. Hij was ook op post in Pruisen en in Rusland. In november 1891 werd hij benoemd tot minister van Staat, een van de weinig talrijke niet-parlementsleden die tot die erefunctie werd verheven.